# 가스가노쓰보네 (드라마)
『가스가노쓰보네』《春日局》（かすがのつぼね）는 1989년 1월 1일부터 12월 17일까지 NHK가 방영한 27번째 대하드라마이다. 총 50부로 원작 및 각본은 하시다 스가코이다.
이 이야기는 도쿠가와, 도쿠가와 가문, 전사의 봄날의에도 막부의 3 대 세대의 삶을 묘사하고 있으며, 가스가 국은 평범한 사람에게 깊은 인상을 주는 인물이다. 수유 부모의 직업에 헌신한 여인. 평균 평점은 32.4 %이며 여성 관중의 지지자들이 상당히 많이 있다.

## 작품 내용 및 특징
아케치 신하의 딸이라는 입장에서 전국의 난세를 살아 남아 그 기량을 도쿠가와 이에야스 전망되고 오오쿠의 주재 と 후에 3 대 쇼군 도쿠가와 이에 미쓰의 유모를 맡은 여성 · 가스 가노 쓰 보네의 생애를 그린다. 지금까지 '강한 여자' '열녀'의 이미지가 강했다 가스 가노 쓰 보네을 평화로운 세상을 희구하고 헌신적으로 이에 미쓰의 어머니 대신 되려 살아있는 여성으로 그린다.
주연의 오오하라 레이코는 본작 대하 드라마 출연이 5 번째가 되었다.
각본에는 NHK 연속 TV 소설 「오싱」(83년) 등을 다룬 하시다 수하자로 1981년의 「여자 다이 코키」근현대사 대하 인 1986년의 '생명'에 이어 3 번째입니다 여성 주인공의 대하 드라마도 '생명'이후이다. 본작은 후반에도 시대 초기에 접어드는 있지만, 1980년대 후반의 대하 드라마는 아즈 치 모모 야마 시대를 무대로 한 '독 안룡 마사무네」(1987년) 전국 시대를 무대로 한 「다케다 신겐 "고 넓은 의미에서 전국 것이 3년 계속되었다.
하시다에 따르면 민방 국에서 이에 미쓰 측실에서 막부 밧줄 생모이 될 우려 완화 분에 대해 조사, 그것을 계기로 가스가노 쓰보네 대해 관심을 가지고 있었다고 한다. 저희 닦아 대비하는 형태로 이에 미쓰의 어머니 저희 江与을 또 한사람의 주인공처럼 자리 매김하고있다. 반면에, 본래의 소리 닦아이나 집 빛을 말하는데있어서 빠뜨릴 수없는 것의 만의 것이 등장하는 것은 아니었다.
본작의 특징적인 묘사로, 전투 중에 있어서 약탈, 방화, 학살 등 어두운 부분을 철저하게 클로즈업하고, 전투 장면에서 전사 한 최하급 무사의 시체에서 銅銭을 스쳐 가지고 장면과 민가에 불을 지르고 농민을 베어 죽이는 장면이 삽입되어있다.
본작은 1967년 '세자매'이후 22년만의 설날 시작했다. 첫 방송 날짜가 설날이었던 것이 영향을 대하 드라마의 첫회 시청률은 역대 최저가되는 14.3 %를 기록, 후술하는 쇼와 천황 붕어의 관계에 방송 연기, 드라마 방송 중에 출연자가 사망 등 사고가 겹치는 파란의 시작되었지만, 평균 시청률은 대하 드라마 역대 3 위인 32.4 %를 기록했다. 또한, 최고 시청률은 39.4 %이다.
본작에서는 직접 닦아 출신이 사이토 도시 미쓰의 딸이기 때문에, 혼 노지와 야마자키 전투에서 아케치 측의 관점에서 그려지고 또 · 남편 이나바 마사 나리가 코바야 카와 가신이기 때문에, 세키가하라 전투는 코바야 카와 측의 관점에서 다루어 이러한 사건이 다른 작품과는 전혀 다른 관점에서 그려졌다. 또한 오프닝 영상은 빛나는 태양을 배경으로 보여준다는 역대 오프닝 중에서도 간단한 것이었다. 하지만 사카타 코이치 의한 테마 곡과 함께 직접 닦아 삶과 인품을 느끼게 할 수가 있다.
본작은 "드라마 방송 중에 출연자가 사망"이라는 이례적인 사태가 발생 한 작품이다. 드라마가 시작하자마자 1989년 1월 5일에 가스 가노 쓰 보네의 오빠 사이토 利宗을 연기 한 다카하시 요시아키 [4]이 오토바이 사고를 일으켜 1월 23일 사망 (사망 시점에서 이미 등장 장면 의 촬영을 마치고 있었기 때문에, 본편의 스토리 구성에 영향은 없었지만, 도로 교통법 위반 이었기 때문에 총집편에서 등장 장면이 절단되어있다). 또한 이나바 一鉄을 맡은 오사카 시로도 같은 해 3월 3일 식도암으로 서거 한 본작이 유작이 되었다.
| NHK 대하드라마                   | NHK 대하드라마                    | NHK 대하드라마                   |
| 이전 작품                        | 작품명                            | 다음 작품                        |
| -------------------------------- | --------------------------------- | -------------------------------- |
| 다게다 신겐 (武田信玄)〔1988년〕 | 가스가노쓰보네 (春日局)〔1989년〕 | 나는 듯이 (翔ぶが如く)〔1990년〕 |